# Jungermanniidae
Die Jungermanniidae sind eine Unterklasse der Lebermoose und umfasst die blättrigen Lebermoose (mit Ausnahme von Pleurozia). Sie sind mit rund 4300 Arten die artenreichste Gruppe von Lebermoosen.

## Merkmale
Die Moospflänzchen sind niederliegend, aufsteigend oder aufrecht, selten auch hängend. Sie sind monosymmetrisch oder anisophyll oder isophyll. Der Gametophyt wächst mit einer tetraedrischen Scheitelzelle. Einige wenige Taxa wie Metzgeriopsis sind sekundär thallös. Die Stämmchen besitzen keinen Zentralstrang. Rhizoide sind meist vorhanden und vorwiegend einzellig.
Die Blättchen sind meist nur eine Zellschicht dick, eine Mittelrippe fehlt. Die Grundform der Blättchen ist zweilappig, sie könne auch drei bis mehrlappig oder tief in fadenförmige Segmente zerteilt sein, oder auch ungeteilt. Meist bilden sie zwei Reihen von seitlichen Blättern und „Unterblättern“ oder Amphigastrien. Letztere sind kleiner als die seitlichen Blätter. Die Sprosse sind meist abgeflacht, die Blätter überlappen sich dabei oberschlächtig oder unterschlächtig. Die chlorophyllhaltigen Zellen enthalten Ölkörper.
Die reproduktiven Organe entstehen aus Oberflächenzellen am Stamm oder an Seitenachsen. Die Antheridien stehen in den Achseln von Tragblättern, am Hauptspross oder an speziellen männlichen Zweigen. Die Archegonien sind von Brakteen oder Brakteolen geschützt und stehen endständige am Hauptspross oder an Seitenzweigen (akrogyn).
Der wachsende Sporophyt ist meist durch ein röhriges Perianth geschützt, das aus zwei bis drei verwachsenen Blättern gebildet wird. Die Seta ist bis zur Reife meist sehr kurz, verlängert sich dann binnen weniger Tage oft beträchtlich. Die reifen Kapseln sind kugelig bis zylindrisch, ihre Wand ist zwei bis zehn Zellschichten dick. Sie öffnen sich mit vier Klappen. Die Elateren sind einzellig und frei, bei einigen Lejeuneaceae und den Jubulaceae sind sie mit der Kapselwand verbunden.
Die Sporen keimen zu einem sehr kleinen, thallosen Protonema. Aus einem Protonema entsteht eine einzige Moospflanze.
Die Hauptchromosomenzahl ist n=9, es kommen aber auch n = 6, 8, 10, 16, 18, 20, 27, und 36 vor.

## Standorte
Viele Vertreter wachsen epiphytisch (auf Pflanzen) oder epilithisch (auf Felsen). In den Tropen wachsen viele Arten als Epiphylle auf den Blättern von Bäumen, Sträuchern und Farnen in schattigen Wäldern mit hoher Luftfeuchtigkeit. In den tropischen Nebelwäldern und in temperaten Regenwäldern erreichen die Jungermanniidae ihre höchste Artenvielfalt. Sehr wenige Arten wachsen an ariden Standorten.

## Systematik
Die Jungermanniidae sind die Schwestergruppe der Metzgeriidae. Sie selbst bilden zwei Hauptkladen, die als Überordnungen klassifiziert werden.
Die Jungermanniidae werden wie folgt untergliedert, wobei die Klassifikation noch nicht als endgültig betrachtet wird:
- Überordnung Jungermannianae
  - Ordnung Perssoniellales
    - Familie Perssoniellaceae
    - Familie Schistochilaceae

  - Ordnung Jungermanniales
    - Unterordnung Balantiopsineae
      - Familie Balantiopsaceae
      - Familie Trichotemnomaceae

    - Unterordnung Jungermanniineae
      - Familie Acrobolbaceae
      - Familie Antheliaceae
      - Familie Calypogeiaceae
      - Familie Gymnomitriaceae
      - Familie Jungermanniaceae
      - Familie Mesoptychiaceae
      - Familie Myliaceae
      - Familie Stephaniellaceae

    - Unterordnung Brevianthineae
      - Familie Brevianthaceae
      - Familie Chonecoleaceae

    - Unterordnung Geocalycineae s. str.
      - Familie Geocalycaceae
      - Familie Gyrothyraceae

  - Ordnung Jamesoniellales
    - Familie Adelanthaceae
    - Familie Jamesoniellaceae

  - Ordnung Lophoziales
    - Unterordnung Cephaloziineae
      - Familie Cephaloziaceae
      - Familie Cephaloziellaceae
      - Familie Jackiellaceae

    - Unterordnung Lophoziineae
      - Familie Blepharidophyllaceae
      - Familie Chaetophyllopsaceae
      - Familie Delavayellaceae
      - Familie Lophoziaceae
      - Familie Scapaniaceae

  - Ordnung Trichocoleales
    - Familie Blepharostomataceae
    - Familie Trichocoleaceae

  - Ordnung Lepidoziales
    - Familie Lepidoziaceae
    - Familie Neogrolleaceae
    - Familie Phycolepidoziaceae

  - Ordnung Lepidocoleales
    - Unterordnung Lepidocoleineae
      - Familie Lepidocoleaceae
      - Familie Vetaformaceae

    - Unterordnung Herbertineae
      - Familie Grolleaceae
      - Familie Herbertaceae
      - Familie Mastigophoraceae

  - Ordnung Pseudolepidocoleales
    - Familie Pseudolepidocoleaceae

  - Ordnung Lophocoleales
    - Familie Arnelliaceae
    - Familie Lophocoleaceae
    - Familie Plagiochilaceae
- Überordnung Porellanae
  - Ordnung Ptilidiales
    - Familie Neotrichocoleaceae
    - Familie Ptilidiaceae

  - Ordnung Porellales
    - Unterordnung Lepidolaeninae
      - Familie Goebeliellaceae
      - Familie Jubulopsaceae
      - Familie Lepidolaenaceae

    - Unterordnung Porellineae
      - Familie Porellaceae

  - Ordnung Radulales
    - Familie Radulaceae

  - Ordnung Jubulales
    - Familie Frullaniaceae
    - Familie Jubulaceae
    - Familie Lejeuneaceae

## Fossilgeschichte
Im Paläozoikum fehlen die Jungermanniidae, ein möglicher Vertreter ist jedoch Jungermannites keuperianus aus der Obertrias. Der älteste sichere Vertreter ist Jungermannites gracilis aus den Jungermanniales aus dem Mittleren Jura der Antarktis. Die frühe Diversifikation dürfte in Gondwana erfolgt sein. In den Bernstein-Einschlüssen (Baltikum, Bitterfeld, Dominikanische Republik, Mexiko; Eozän bis Miozän) sind die Jungermanniidae die einzigen Vertreter Lebermoose. Die große Artenvielfalt und -diversifizierung erfolgte als Co-Evolution mit der Evolution der Angiospermen und der Bildung der tropischen Regenwälder.